# Dylan Gelula
Dylan Gelula, née le 7 mai 1994 à Philadelphie, Pennsylvanie, est une actrice américaine. Elle se fait surtout connaître grâce à son rôle de Xanthippe dans la série Unbreakable Kimmy Schmidt (2015).
En 2016, elle obtient son premier rôle principal au cinéma dans le drame romantique First Girl I Loved aux côtés de l'actrice Brianna Hildebrand.

## Biographie
Née à Philadelphie, en Pennslyvanie, elle fréquente le lycée Lower Merion. Elle confiera plus tard avoir détesté ces années de sa vie. Au lieu de redoubler sa dernière année, elle décide d'abandonner l'école et déménage à Los Angeles à 17 ans.

## Filmographie

### Cinéma

#### Longs métrages
- 2006 : La Jeune Fille de l'eau : une fille dans la piscine (non créditée)
- 2016 : First Girl I Loved de Kerem Sanga : Anne
- 2017 : Flower de Max Winkler : Kala
- 2018 : Support the Girls : Jennelle
- 2018 : Under the Eiffel Tower : Rosalind
- 2018 : Her Smell : Dottie O.Z.
- 2020 : Horse Girl
- 2020 : Shithouse de Cooper Raiff
- 2023 : Dream Scenario : Molly
- 2024 : Smile 2 de Parker Finn (en) : Gemma

#### Courts métrages
- 2010 : Recycle Me : Fiona
- 2013 : Lucy, 4:57 PM : Lucy
- 2017 : BearGirl : BearGirl
- 2019 : CLAP de Allison Raskin : Beth

### Télévision

#### Séries télévisées
- 2011 : New York, unité spéciale (Law & Order: Special Victims Unit) : Becca (saison 12, épisode 20)
- 2011 : Are We There Yet? : Amy
- 2013 : NCIS : Enquêtes spéciales (Naval Criminal Investigative Service) : Marie Markin jeune
- 2014 : Jennifer Falls : Gretchen (10 épisodes)
- 2014-2015 : Chasing Life : Ford (13 épisodes)
- 2015 : Filthy Preppy Teen$ : Parker (8 épisodes)
- 2015-2017 : Unbreakable Kimmy Schmidt : Xanthippe Voorhees (12 épisodes)
- 2017 : City Girl : Trish (2 épisodes)
- 2016 : Casual : Aubrey
- 2019 : Shameless : Megan (5 épisodes)
- 2021 : Everything's Fine : Gemma (10 épisodes)
- 2022 : Loot : Hailey (3 épisodes)